# Hada extensa
Hada extensa là một loài bướm đêm trong họ Noctuidae.